# رود آلدان
 رود آلدان رودی است به رود لنا می‌ریزد. این رود از کشور روسیه می‌گذرد. طول آن ۲٬۲۷۳ کیلومتر (۱٬۴۱۲ مایل) است.